# 那須オルゴール美術館
那須オルゴール美術館（なすオルゴールびじゅつかん）は、栃木県那須郡那須町にあるアンティークオルゴールを中心とした自動演奏楽器を展示する美術館。

## 概要
日本国内のオルゴール蒐集家である佐藤潔のコレクションを中心とし、19～20世紀に制作されたアンティークオルゴールを始め様々な自動演奏楽器を展示する美術館。1時間毎にスタッフによる解説と共に、実際に展示品の演奏が行われる。展示内容はシリンダー式オルゴール、ディスク式オルゴール、オートマタ、自動ピアノ、ストリート・オルガン等多岐に渡る。また館内には、ケースをデコレーションしてオリジナルオルゴールが作れるコーナーや、オルゴールショップもある。

## 施設概要

### 開館時間
- 9:30～17:00(8月のみ18:00)

### 休館日
- 1/15～3/15の毎週水曜日（祝・祭日の場合は前日）

### 入館料
- 大人1,000円　中高生800円　小学生600円
- ※未就学児無料

### アクセス
- 東北自動車道 那須I.Cより那須街道（栃木県道17号那須高原線）を那須湯本方面へ

　　広谷地交差点を右折し1.5km先を右折、500m先の左側
- 東北新幹線･東北本線 那須塩原駅より　関東自動車バス（那須湯本温泉行き）で「広谷地」下車、徒歩2km

### 駐車場
有り　利用無料

### ショップ
有り

## 主な収蔵品

### 自動演奏楽器
- 「インターチェンジャブルシリンダー・オーケストラボックス」B.A.ブレモンド（1860年代）スイス

　　　1台で200曲もの演奏が可能なシリンダー式オルゴール
- 「シンフォニオン・エロイカ」シンフォニオン社（1895年頃）ドイツ

　　　3枚のディスクで1曲を演奏するディスク式オルゴール
- 「ジャズバンド」C.ルーシュ社（1920年代）フランス

　　　ピアノやドラム、シンバル等、複数の楽器を演奏するオーケストリオン
- 「スタインウェイ・デュオアート」スタインウェイ社、エオリアン社（1927年）アメリカ

　　　16段階の強弱表現によりピアニストの演奏を忠実に再現する自動演奏ピアノの一種
- 「自動演奏パイプオルガン」エオリアン社（1910年頃）アメリカ
- 「オートマタ・タバコを吸う貴公子」ジュモー工房（ヘッド）、ランベール（機械部）（1880年頃）フランス
- 「ミュージカルバードボックス」（1890年頃）スイス
- 「紫檀螺鈿象嵌楼型絡繰り時計」（18世紀・乾龍時代）中国
- 「紙腔琴」十字屋（1890年頃）日本

### その他
- 「門扉」シュナイダー工房（1930年頃）フランス

　　　チェイスマンハッタン銀行パリ支店の正面玄関で使用されていた。高さは5m30cm。
- 「ブロンズ彫刻 子供像大燭台」アルベール＝エルネスト・カリエ＝ベルーズ）フランス

　　　ロダンにも影響を与えたとせれる彫刻家による作品。